# ده نو (حومة بم)
ده نو (بالفارسية: دهنو) هي قرية تقع في إيران في منطقة مركزية ريفية. يقدر عدد سكانها بـ 61 نسمة بحسب إحصاء 2016.